# Наказателен процес
Наказателният процес е правната форма за решаване на проблема за наказателната отговорност в извършването на престъпления.
Наказателният процес включва:
1. регламентация от правни норми уреждащи дейностите по възбуждане, разследване и разглеждане на наказателни дела;
2. система за правоотношения на всички участници в наказателното производство;

Наказателно-процесуалното право имащо за предмет изучаване на наказателния процес е правен отрасъл на наказателното право.
Като правна форма наказателното производство включва три компонента:
1. условия – нормативни предписания установяващи основанието, мястото и сроковете за провеждане на производство (обобщена хипотеза);
2. процедури – последователности очертаващи реда за извършване на определени процесуални действия, стадии и етапи на производството (обобщена диспозиция);
3. гаранции – специални правни средства, обезпечаващи реализацията на правата и законните интереси на заинтересованите страни от равнопоставено участие в производството (обобщена санкция). Типични процесуални санкции са непризнаване на доказателства като недопустими и отмяна на взето в нарушение на закона решение.

Значението на процесуалната форма се изразява в обезпечаване:
1. единообразието на разследващите и съдебни дейности на територията на цялата страна;
2. подходящи и целесъобразни условия и ред за провеждане на производството, като гаранция за разкриване на обективната истина;
3. защитата на законните права и интереси на участниците в наказателното производство.